# Trout Beck
Il Trout Beck è un piccolo fiume che scorre veloce nel Lake District nel nord-ovest dell'Inghilterra. È una delle principali fonti di rifornimento del lago Windermere e fa parte del bacino del Leven.  Il suo nome deriva dall'antico norreno e compare in documenti del 1292 come Trutebyk. Il fiume nasce tra le cime di Stony Cove Pike e Thornthwaite Crag nella catena di High Street, ad un'altezza di circa 600 metri.
Diversi affluenti che scorrono dalle falesie a ovest della strada romana di High Street si uniscono per formare il Trout Beck. Il fiume scende rapidamente, più o meno in direzione sud, attraverso Troutbeck Park e ad ovest di Troutbeck Tongue. Ad un'altezza di circa 200 metri riceve le acque del Woundale Beck, che drena i fianchi orientali di Broad End e Pike How. Il Trout Beck costeggia poi Hird Wood sul suo lato orientale prima di ricevere le acque del Hagg Gill intorno ai 140 metri. Quest'ultimo affluente drena le colline intorno al corso dell'antica strada romana.
Il fiume passa sotto Ing Bridge mentre prosegue in direzione sud lungo la valle Troutbeck attraverso i tranquilli campi del fondovalle. Le frazioni di Town Head e High Green si trovano appena a ovest del fiume quando entra nel Limefitt Park. All'uscita da Limefitt, il fiume è attraversato dalla strada A592 Kirkstone Pass. Il villaggio di Troutbeck si trova sul lato occidentale della valle. Proseguendo attraverso una stretta area di bosco misto, il fiume raggiunge infine la strada A591 a Troutbeck Bridge vicino alla città di Windermere. Dopo meno di 2 km il fiume entra in Windermere sulla sua sponda orientale in un punto vicino a Calgarth Hall.
Dalla sua sorgente il Trout Beck scende a circa 560 metri in una distanza di circa 11 km. il fiume è utilizzato per la pesca alle trote dove si possono catturare le trote brune (è richiesta una licenza per canne dell'Agenzia per l'ambiente).
Il Trout Beck è interamente all'interno della storica contea di Westmorland e, dal 1974, è stato inserito nella contea amministrativa di Cumbria.